# Raymond Borremans
Pour les articles homonymes, voir Borremans.
Raymond Borremans, né à Paris le 3 juin 1906 et mort à Abidjan le 22 juillet 1988, est un musicien, globe-trotter et encyclopédiste français.

## Vie
Raymond Borremans commence comme auteur-compositeur et musicien en 1929 en Algérie, puis reste en Afrique de l'Ouest en vivant d’expédients durant plusieurs années.
En 1934, il termine ses pérégrinations et prend un emploi de comptable auxiliaire à la caisse centrale du Crédit agricole de Côte d'Ivoire. Il repart toutefois en 1937 pour se lancer dans le cinéma ambulant. Après la parenthèse de la guerre, il poursuit cette activité jusqu'en 1974. A cette date, il se fixe à Grand-Bassam.

## Œuvre
Raymond Borremans se lance à partir de 1934 dans la rédaction de fiches sur l'Afrique-Occidentale française, qu'il alimente durant ses incessants déplacements dans la région, dans le but de publier une encyclopédie sur cette partie de l'Afrique.
L'antenne ivoirienne des Nouvelles éditions africaines rachète l'ensemble des fiches en 1985 et publie progressivement les six volumes du Grand dictionnaire encyclopédique de la Côte d'Ivoire.
Il reçoit en 1987 le prix Jean-Sainteny, remis par l'académicien Michel Déon.
Une fondation qui porte le nom de Borremans est créée à Grand-Bassam pour exploiter et enrichir le fonds documentaire constitué.